# Saga o Czarnoksiężniku
Saga o Czarnoksiężniku – składająca się z piętnastu tomów seria autorstwa norweskiej pisarki Margit Sandemo.
Saga o Czarnoksiężniku nie jest wprawdzie formalnym ciągiem dalszym Sagi o Ludziach Lodu, ale pojawia się w niej kilka postaci znanych z tej serii. Jednocześnie wydarzenia z Sagi o Czarnoksiężniku i z "Sagi o Ludziach Lodu" znajdują swój ciąg dalszy w Sadze o Królestwie Światła.
Akcja utworu toczy się w XVIII wieku w północnej Norwegii, Szwecji, Austrii i na Islandii. W centrum historii znajdują się wydarzenia dotyczące islandzkiego czarnoksiężnika Móriego oraz jego rodziny.

## Książki w serii
| Numer w serii | Polski tytuł           | Oryginalny tytuł        | Polski nr ISBN     | Data polskiego wydania | Data oryginalnego wydania |
| ------------- | ---------------------- | ----------------------- | ------------------ | ---------------------- | ------------------------- |
| 1             | Magiczne księgi        | Trolldom                | ISBN 83-85841-84-9 | 1996                   | 1991                      |
| 2             | Blask twoich oczu      | Lyset i dine øyne       | ISBN 83-85841-85-7 | 1996                   | 1991                      |
| 3             | Zaklęty las            | Når mørket faller på    | ISBN 83-85841-86-5 | 1996                   | 1991                      |
| 4             | Oblicze zła            | Ondskapens ansikt       | ISBN 83-85841-87-3 | 1996                   | 1992                      |
| 5             | Próba ognia            | Eldprovet               | ISBN 83-85841-88-1 | 1996                   | 1993                      |
| 6             | Światła elfów          | Alvelys                 | ISBN 83-85841-89-X | 1996                   | 1992                      |
| 7             | Bezbronni              | Vergeløs                | ISBN 83-85841-90-3 | 1996                   | 1992                      |
| 8             | Droga na zachód        | Rittet mot vest         | ISBN 83-85841-91-1 | 1996                   | 1992                      |
| 9             | Ognisty miecz          | Ildsverdet              | ISBN 83-85841-92-X | 1996                   | 1993                      |
| 10            | Echo                   | Dvergemål               | ISBN 83-85841-93-8 | 1997                   | 1993                      |
| 11            | Dom hańby              | Skammens hus            | ISBN 83-85841-94-6 | 1997                   | 1993                      |
| 12            | Zapomniane królestwa   | Sagn om glemte riker    | ISBN 83-85841-95-4 | 1997                   | 1993                      |
| 13            | Klasztor w Dolinie Łez | Klosteret i Tårenes dal | ISBN 83-85841-96-2 | 1997                   | 1993                      |
| 14            | Córka Mrozu            | Frostens datter         | ISBN 83-85841-97-0 | 1997                   | 1994                      |
| 15            | W nieznane             | Inn i det ukjente       | ISBN 83-85841-98-9 | 1997                   | 1994                      |